# Gang des Huit
Le Gang des Huit (en anglais : Gang of Eight) est un terme familier désignant le groupe des huit personnalités du Congrès des États-Unis qui sont informées par le pouvoir exécutif de questions de renseignement classifiées. Plus précisément, le Gang des Huit comprend les chefs des deux partis à la fois au Sénat et à la Chambre des représentants, ainsi que les présidents et les membres importants de la Commission spéciale sur le renseignement du Sénat des États-Unis et de la Commission permanente sur le renseignement de la Chambre des représentants des États-Unis, conformément à l'article 50 U.S.C. § 3093(c)(2). Dans des conditions normales, le Président des États-Unis est tenu de:
veiller à ce que toute décision approuvée conformément au paragraphe (a) soit communiquée par écrit aux comités du renseignement du Congrès dès que possible après ladite approbation et avant le début de l'action secrète autorisée par la décision, sauf disposition contraire prévue au paragraphe (2) et au paragraphe (3).
Cependant, dans des « circonstances exceptionnelles », lorsque le Président estime « qu'il est essentiel de restreindre l'accès » aux informations sur une action secrète, l'article 50 U.S.C. § 3093(c)(2) permet au Président de limiter la communication de ces informations.

## Contexte
Le terme « Gang des Huit » a été largement utilisé dans le contexte de la couverture de la surveillance sans mandat des citoyens américains par la National Security Agency (NSA) sous la présidence de George W. Bush. Il est utilisé pour souligner que seuls les membres du Gang des Huit étaient informés du programme, et qu'il leur était interdit de divulguer ces informations aux autres membres du Congrès. L'administration Bush affirmait que les briefings donnés au Gang des Huit étaient suffisants pour assurer une surveillance parlementaire du programme et préserver les mécanismes de séparation des pouvoirs exécutif et législatif.

## Membres,118ème Congrès
Selon le système du « Gang des Huit », le gouvernement des États-Unis divulgue des informations de renseignement hautement sensibles aux membres du Congrès suivants :
- Dirigeants de la Commission permanente sur le renseignement de la Chambre des représentants des États-Unis :
  - Mike Turner (R-OH), Président
  - Jim Himes (D-CT), Membre important
- Dirigeants de la Commission spéciale sur le renseignement du Sénat des États-Unis
  - Mark Warner (D-VA), Président
  - Marco Rubio (R-FL), Vice-Président
- Dirigeants de la Chambre des représentants des États-Unis :
  - Mike Johnson (R-LO), Président de la Chambre des représentants des États-Unis
  - Hakeem Jeffries (D-NY), Dirigeant de l'opposition
- Dirigeants du Sénat des États-Unis :
  - Chuck Schumer (D-NY), Chef de la majorité au Sénat
  - Mitch McConnell (R-KY), Chef de l'opposition au Sénat